# 스티븐 S. 디나이트
스티븐 S. 디나이트(영어: Steven S. DeKnight)는 미국의 각본가, 프로듀서이다. 스타즈의 TV 드라마 《스파르타쿠스》 시리즈의 제작자로서 유명하다. 일찍이 《스몰빌》, 《뱀파이어 해결사》, 《엔젤》과 같은 드라마 제작에도 참여했다. 2015년에는 드루 고더드의 뒤를 이어 《데어데블》의 제작을 총괄하였다.